# أكمة (الأفلاج)
أكْمَة إحدى قرى الأفلاج التاريخية الشهيرة. ذكرها ياقوت الحموي في معجم البلدان، قال: «أكمة: اسم قرية باليمامة، بها منبر وسوق لجعدة، وقشير تنزل أعلاها. وقال السكوني: أكمة من قرى فلج باليمامة لبني جعدة، كبيرة كثيرة النخل، وفيها يقول الهزاني، وقيل القحيف العقيلي:
وقال مصعب بن الطفيل القشيري في زوجته العالية، وكان قد طلقها:
وقال أيضا يخاطب صاحبا له جعديا ومنزله بأكمة، وكان منزل العالية بأكمة أيضا:
»